# Mori, Changji
Mori, även känd som Mulei, är ett autonomt härad för kazaker som lyder under den autonoma prefekturen Changji i Xinjiang-regionen i nordvästra Kina.